# C14 Timberwolf
C14 Timberwolf MRSWS (сокращение от Medium Range Sniper Weapon System — букв. «снайперская оружейная система для средней дистанции») — снайперская винтовка с продольно-скользящим затвором, разработанная канадской оружейной компанией PGW Defense Technologies Inc. В 2005 году они выиграли контракт на поставку Сухопутному командованию канадских вооруженных сил C14 Timberwolf MRSWS за 4,5 миллиона долларов.
Военная версия винтовки, предназначенная для замены снайперской винтовки C3A1, происходит от гражданской высокоточной спортивной винтовки. Однако имеет несколько модификаций, делающие её более подходящей для использования в военных целях, с доступом к множеству аксессуаров.
Официальное военное обозначение винтовки — C14 Timberwolf Medium Range Sniper Weapon System (MRSWS).

## История
Винтовка Timberwolf изначально разрабатывалась канадской компанией Prairie Gun Works, ныне PGW Defense Technologies Inc., как гражданская винтовка для охоты и спортивной стрельбы на дальние дистанции. Гражданская винтовка Timberwolf предлагается в нескольких калибрах, вплоть до патрона .408 Cheyenne Tactical и патрона .416 PGW, а также патрона wildcat на основе .408 Cheyenne Tactical. Эти винтовочные патроны больше по размеру и мощнее по сравнению с патроном .338 Lapua Magnum, используемым в C14 Timberwolf, используемом канадскими военными.
В 1990-х годах канадские вооруженные силы сформулировали требование к снайперской винтовке, которая могла бы выполнять противопехотные функции на расстоянии до 1200 м. Эта дальнобойная противопехотная винтовка должна была заменить устаревшую винтовку с продольно-скользящим затвором C3A1, которая стреляла меньшим патроном НАТО 7,62 × 51 мм, находящийся на вооружении с 1950-х годов.
В 2001 году во время испытаний новых снайперских винтовок в Гейджтауне C14 Timberwolf MRSWS была выбрана в качестве новой противопехотной снайперской винтовки для канадских вооруженных сил. C14 Timberwolf MRSWS был запущен в производство для Сухопутного командования канадских вооруженных сил в 2005 году.
С момента появления C14 Timberwolf MRSWS винтовка C3A1 постепенно выводится из эксплуатации. C14 Timberwolf MRSWS в настоящее время является основной снайперской винтовкой в арсенале канадских вооруженных сил. Он высоко оценен снайперами, которым нравится сама винтовка, а также дополнительная эффективная дальность и пробиваемость, которые .338 Lapua Magnum предлагает по сравнению с патроном C3A1 7,62 × 51 мм НАТО.
Потенциал точности C14 Timberwolf заявлен производителем как менее 0,75 УМ с соответствующими боеприпасами. Стандарт точности канадских вооруженных сил оценивался по вероятности попадания в цель размером с грудь на расстоянии 1200 м  в 90% случаев. PGW Defense Technologies Inc. в среднем набрала более 95% по этому стандарту, и каждое оружие, поставленное по контракту с канадскими вооруженными силами, было оценено на предмет точности и засвидетельствовано официальными лицами DND.

## Детали конструкции
Винтовка C14 Timberwolf MRSWS рассчитана на винтовочный патрон .338 Lapua Magnum . Винтовка развивает максимальную начальную скорость 838 м/с с пулями Sierra Matchking весом 19,44 г  с очень низким лобовым сопротивлением. Такие патроны намного мощнее по сравнению с патронами 7,62 × 51 мм НАТО, используемым в винтовке C3A1, который обычно стреляет пулями весом 11,3 г при скорости пули в 790 м/с.

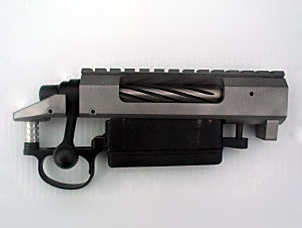
Продольно-скользящий затвор C14

## Операторы
- Канада: Вооруженные силы Канады.[4][5]
- Великобритания: SAS.[6]
- Саудовская Аравия: Сухопутные войска Саудовской Аравии.